# Vargyas Tivadar
Vitéz kapuvári Vargyas Tivadar (Győr, 1878. augusztus 25. – Budapest, 1952. október 12.) kánonjogi doktor, római katolikus segédlelkész.

## Élete
Vargyas Endre királyi tanácsos, tanfelügyelő és Petz Vilma leányiskolai igazgatónő fia. A gimnázium alsó osztályait Veszprémben és Budapesten a Ferenc József-intézetben végezte. A IV. osztályi befejezése után az esztergomi szemináriumba lépett; itt elvégezte a főgimnáziumot; az érettségi vizsga letétele után a teológiai tanfolyamra a budapesti központi papnevelőbe, azután pedig 1900-ban a bécsi Pázmaneumba helyezték. Itt gróf Széchenyi Miklós akkori intézeti kormányzó megbízásából rendezte a könyv- és levéltárat. 1901. január 26-án pappá szentelték és Karancsságra nevezték ki káplánnak; 1904-ben Budapestre helyezték át hitoktatónak a Tisztviselőtelepre, 1905-ben Zuglóba, ahol első egyházi alelnöke volt a Zuglói kápolna-egyesületnek. Mint ilyen a Páduai Szent Antal tiszteletére emelendő zuglói templom érdekében fejtett ki buzgó tevékenységet. Két évi hitoktatói működése után a tabáni plébániához, egy év múlva, 1907. április 22-én a budavári (Mátyás-templom) plébániához helyezték át segédlelkésznek. Időközben letette a kánonjogi doktorátust. 1909-ben megválasztották az Országos Magyar Cecília Egyesület titkárának.
Cikkei a Budapesti Hirlapban (1907. 129. sz. Fehéregyház és a pálosok, 1908. 213. sz. A m. kir. udvari plébánia, 1909. 181. sz. A király orgonája, 225. A gellérthegyi Szent Gellért-kápolna, 1910. 210. sz. A tabáni tűzvész és az utolsó pálos).

## Munkái
- Útmutató a szent gyónásra készülő r. kath. tanulók részére. Veszprém, (1901.)
- Iskolások Énekkönyve a róm. kath. tanulók részére. Bpest, 1906. (Ism. Magyar Állam 249. sz.)

Felolvasások a budai kath. körben: Az egyházi vagyon jogi természetéről; a Magyar Urinők Egyesületének felolvasó estéin. Ó-Babylon családi és társadalmi viszonyairól.